# Uberto Giménez
Uberto o Huberto Giménez (nacido en Rosario, el 31 de diciembre de 1923) fue un futbolista argentino. Se desempeñaba como delantero y su debut como profesional fue en Rosario Central.

## Carrera
Su primer partido con la casaca canalla fue inmejorable; anotó los tres tantos de su equipo en el empate como visitante ante San Lorenzo de Almagro, por la fecha 25 del Campeonato de 1943. Disputó cuatro de las cinco fechas restantes del torneo, teniendo pocas oportunidades al año siguiente (5 partidos y un gol).
En 1945 fue cedido a Sportivo Belgrano de San Francisco en parte de pago por el pase de Federico Geronis. Su carrera prosiguió ese mismo año en Liverpool de Montevideo.
En la temporada 1949-50 de la Liga Española vistió la casaca de FC Barcelona por 7 partidos, convirtiendo dos goles.
Retornó a Uruguay, primero para el Club Nacional de Futbol en 1950, jugando cuatro temporadas para Montevideo Wanderers, tuvo un paso efímero con el Atlético Chalaco de Perú y se retiró definitivamente en el país charrúa.

## Clubes
| Club                              | País      | Año       |
| --------------------------------- | --------- | --------- |
| Rosario Central                   | Argentina | 1943-1944 |
| Sportivo Belgrano (San Francisco) | Argentina | 1945      |
| Montevideo Wanderers              | Uruguay   | 1945-1946 |
| Liverpool Futbol Club             | Uruguay   | 1946-1949 |
| FC Barcelona                      | España    | 1949-1950 |
| Montevideo Wanderers              | Uruguay   |           |
| Nacional                          | Uruguay   | 1950-1951 |
| Atlético Chalaco                  | Perú      | 1955-1956 |
| Montevideo Wanderers              | Uruguay   | 1957      |